# Хърди-гърди
Хърди-гърди е струнен инструмент при който звукът се извлича от струните чрез въртящо се с манивела колофонирано колело. Колелото функционира като цигуларски лък и съответно отделните ноти, изсвирени на инструмента, звучат подобно на тези на цигулка. 
Мелодията се изпълнява с помощта на клавиатура, която притиска малки дървени или метални клинове към една или повече от струните, за да променя музикалната височина на тона им. Подобно на повечето акустични струнни инструменти, хърди-гърдито има резонатор (често най-голямата част от инструмента или корпуса на инструмента) за усилване на звука.
Повечето хърди-гърдита имат множество резониращи струни, които създават непрекъснат акомпанимент на мелодията, което прави звукът на инструмента подобен на този на гайда. Поради тази причина, хърди-гърдито често се използва заедно с гайда или вместо нея. Използва се най-вече в окситанската, арагонската, каджунската френска, северозападната иберийска народна музика, унгарската и славянската народна музика, може да се види и в по-ранни стилове като средновековната, ренесансовата или бароковата музика. Една или повече от струните обикновено преминават през бръмчащ мост, който произвежда отличителен ударен бръмчащ звук, докато музикантът върти колелото.

## История
Смята се, че хърди-гърдито произлиза преди XI век сл. Хр. от цигулките в Европа, или в Близкия изток (напр. от рабаб).  Първото записано споменаване на цигулки в Европа е през IX век от персийския географ Ибн Хордадбех (ум. 911 г.), описващ лирата като типичен инструмент във Византийската империя.  Една от най-ранните форми на хърди-гърди е органиструмът, голям инструмент с тяло във формата на китара и дълга шия, в която са поставени клавишите (покриващи една диатонична октава). Органиструмът имал сравнително малко колело, една мелодична струна и две резониращи струни, минаващи през общ мост. Поради размерите му на органистумът са свирели двама души, единият от които трябвало да върти колелото, а другият – да дърпа клавишите нагоре. Това дърпане нагоре било тромаво, така че на този инструмент е можело да се свирят само бавни мелодии. 
Музикалните височини на тона на органиструма били настроени според Питагорейския строй и инструментът се използвал предимно в монашески и църковни среди, за да акомпанира на хорова музика. Смята се, че абат Одо Клюнийски (ум. 942 г.) накратко описал конструирането на органиструма в произведение озаглавено Quomodo organistrum construatur („Как се прави органиструмът“), известно с много по-късния си вариант. Неговата автентичност, за съжаление, е много съмнителна. Друг трактат от Х век, за който се смята, че споменава инструмент като хърди-гърди, е арабският музикален компендиум, написан от Аз-Заркали. Едно от най-ранните изображения на органиструма е от Pórtico da Gloria (Порталът на славата) от XII век в испанската катедралата в Сантяго де Компостела: резбата показваща на двама музиканти, свирещи на органиструм. 